# Prêmio Willard Gibbs
O Prêmio Willard Gibbs (em inglês:  Willard Gibbs Award), que consiste em uma medalha de ouro de 18 quilates, a Medalha Willard Gibbs, foi criado em 1910, por William A. Converse. Homenageia Josiah Willard Gibbs. O prêmio reconhece "eminentes químicos que ... realizaram desenvolvimentos que permitiram a todos viver mais confortavelmente e entender melhor este mundo." O prêmio é atualmente patrocinado pela Seção Chicago da American Chemical Society.

## Laureados[1]
- 1911 Svante Arrhenius
- 1912 Theodore William Richards
- 1913 Leo Baekeland
- 1914 Ira Remsen
- 1915 Arthur Amos Noyes
- 1916 Willis R. Whitney
- 1917 Edward Morley
- 1918 William Merriam Burton
- 1919 William A. Noyes
- 1920 F. G. Cottrell
- 1921 Marie Curie
- 1922 Não houve premiação
- 1923 Julius Stieglitz
- 1924 Gilbert Newton Lewis
- 1925 Moses Gomberg
- 1926 Sir James Colquhoun Irvine
- 1927 John Jacob Abel
- 1928 William Draper Harkins
- 1929 Claude Silbert Hudson
- 1930 Irving Langmuir
- 1931 Phoebus A. Levene
- 1932 Edward Curtis Franklin
- 1933 Richard Martin Willstätter
- 1934 Harold Clayton Urey
- 1935 Charles August Kraus
- 1936 Roger Adams
- 1937 Herbert Newby McCoy
- 1938 Robert Runnels Williams
- 1939 Donald Van Slyke
- 1940 Vladimir Ipatieff
- 1941 Edward Doisy
- 1942 Thomas Midgley
- 1943 Conrad Elvehjem
- 1944 George Oliver Curme
- 1945 Frank Clifford Whitmore
- 1946 Linus Pauling
- 1947 Wendell Meredith Stanley
- 1948 Carl Ferdinand Cori
- 1949 Peter Debye
- 1950 Carl Shipp Marvel
- 1951 William Francis Giauque
- 1952 William Cumming Rose
- 1953 Joel Henry Hildebrand
- 1954 Elmer Keiser Bolton
- 1955 Farrington Daniels
- 1956 Vincent du Vigneaud
- 1957 William Albert Noyes
- 1958 Willard Frank Libby
- 1959 Hermann Irving Schlesinger
- 1960 George Kistiakowsky
- 1961 Louis Plack Hammett
- 1962 Lars Onsager
- 1963 Paul Doughty Bartlett
- 1964 Izaak Kolthoff
- 1965 Robert Sanderson Mulliken
- 1966 Glenn Theodore Seaborg
- 1967 Robert Burns Woodward
- 1968 Henry Eyring
- 1969 Gerhard Herzberg
- 1970 Frank Westheimer
- 1971 Henry Taube
- 1972 John Tileston Edsall
- 1973 Paul John Flory
- 1974 Har Khorana
- 1975 Hermann Mark
- 1976 Kenneth Sanborn Pitzer
- 1977 Melvin Calvin
- 1978 William Oliver Baker
- 1979 Edgar Bright Wilson
- 1980 Frank Albert Cotton
- 1981 Bert Lester Vallee
- 1982 Gilbert Stork
- 1983 John D. Roberts
- 1984 Elias James Corey
- 1985 Donald James Cram
- 1986 Jack Halpern
- 1987 Allen Bard
- 1988 Rudolph Arthur Marcus
- 1989 Richard Barry Bernstein
- 1990 Richard Zare
- 1991 Günther Wilke
- 1992 Harry Barkus Gray
- 1993 Peter Dervan
- 1994 M. Frederick Hawthorne
- 1995 John Meurig Thomas
- 1996 Fred Basolo
- 1997 Carl Djerassi
- 1998 Mario Molina
- 1999 Lawrence F. Dahl
- 2000 Nicholas J. Turro
- 2001 Tobin Marks
- 2002 Ralph Franz Hirschmann
- 2003 John Brauman
- 2004 Ronald Breslow
- 2005 David A. Evans
- 2006 Jacqueline Barton
- 2007 Sylvia Ceyer
- 2008 Carolyn Ruth Bertozzi
- 2009 Louis Eugene Brus
- 2010 Maurice Brookhart
- 2011 Robert G. Bergman
- 2012 Mark Ratner
- 2013 Charles Lieber
- 2014 John E. Bercaw
- 2015 John Frederick Hartwig
- 2016 Laura Lee Kiessling